# Command & Conquer: Renegade
Command & Conquer: Renegade — відеогра жанру шутера від першої/третьої особи, розроблена компанією Westwood Studios. Належить до тиберієвої підсерії Command & Conquer і є єдиним офіційним шутером в усій Command & Conquer. Гру було випущено EA Games 25 лютого 2002 року.
Дія гри розгортається паралельно з сюжетом Command & Conquer: Tiberian Dawn. Наповнення і стиль Renegade мають багато спільного з нею та Tiberian Sun, зокрема в будівлях, зброї і військах.

## Ігровий процес

### Однокористувацька гра
Гравець переміщається по карті, знищуючи ворожу піхоту, техніку та будівлі. Особливістю є можливість зайти в будь-яку споруди, включаючи оборонні, такі як Обеліски Нод. Гравцеві доступно 20 видів зброї, що різниться і забійною силою і спеціалізацією: Автоматичний пістолет, Автоматична гвинтівка, Дробовик, Вогнемет, Гранатомет, Кулемет, Снайперська гвинтівка, Реактивна снайперська гвинтівка, Хімічний розпилювач, Тиберіумна гвинтівка, Тиберіумний автомат, Лазерна гвинтівка, Лазерний кулемет, Електрошокова гвинтівка, Рейкова гармата, Персональна іонна гармата, Пускова ракетна установка, Ремонтна гармата, вибухівка (дистанційно підривана, з годинниковим механізмом і міни), Маяк ядерної ракети і маяк іонної гармати. Крім того, можна використовувати бронетехніку, серед якої є легка і важка, зі своїми перевагами і недоліками. Так, танки неефективні проти піхоти, а джипи чи мотоцикли дуже уразливі для ракет.
На дисплей виводяться компас, який показує напрямок і відстань до цілі, радар з сенсором руху, шкали здоров'я і броні, інформація про зброю, картки доступу і меню вибору зброї.
Кампанія складається з 12 місій, і однієї навчальної. Під час кожної місії гравець отримує первинні завдання, без яких місію не можна закінчити, і вторинні завдання, які полегшують проходження місії, але не є обов'язковими. Також майже у всіх місіях є бонусні третинні завдання — вони відображаються в списку завдань лише після їх виконання. Після кожної місії з'являється вікно підсумків, яке виражає успіхи гравця в званнях: від рядового до генерала.
Іноді головний герой діє спільно з іншими силами GDI — піхотою, бронетехнікою, флотом і авіацією. Вони в міру можливостей допомагають гравцеві, а потім повертаються до своїх завдань.

### Мультиплеєр
В багатокористувацькому режимі гравці діляться на дві команди — GDI і NOD. Головна мета гри — знищити базу ворога і зберегти свою. Якщо в кінці гри у обох команд залишиться хоча б одна будівля, перемога зарахується тій, яка має більше очок.
Гравець починає і респавниться як автоматник, але може змінити клас на будь-який з початкових чотирьох, або ж купити за крéдити більш просунутих персонажів. Кожна команда має базу, на якій вона може купувати бронетехніку і персонажів. На базі також знаходяться оборонні споруди і завод з переробки тиберію, який збирається комбайнами з тиберіумних полів та перераховується в кредити. Гравці отримують очки і додаткові кредити за ушкодження, завдані спорудам, гравцям і техніці ворога.

## Сюжет
В часи Першої Тиберієвої Війни загін GDI бригадного генерала Адама Локка шукає в горах базу Братства NOD і потрапляє в засідку. Командування присилає на допомогу командос, капітана Ніка «Руйнівника» Паркера. При його допомозі GDI придушують ворога, знаходять базу і знищують її залпом з орбітальної іонної гармати. Паркер прибуває до штабу із заявою, що йому варто видати медаль. Генерал Локк ставить його на місце і повідомляє про дивну активність підфракції NOD «Чорна рука» в Мексиці. Вони викрадають людей і відправляють в табори, де «промивають мізки», роблячи адептами Братства.
Після провалу атаки генерал віддає наказ чекати 6 годин до наступної. Паркер рветься в бій, а коли Локк відмовляє в негайній операції, викрадає катер. Генерал відправляє всі наявні у нього сили навздогін. Паркер з ними визволяє капітана Дункана й цивільних полонених, але за непокору потрапляє на гауптвахту.
Відбувши гауптвахту, капітан отримує завдання визволити в Перу трьох вчених, викрадених Братством — доктора Мебіуса, його дочку Сідні Мебіус та Єлену Петрову. Нік Паркер знищує війська ворога і проходить крізь печери з Тиберіумом, але не встигає врятувати всених — генерал Равеншоу відлітає з ними на літаку. Він залишає найманця Карлоса Мендозу затримати Паркера і той після бою тікає, тоді як капітан пробирається на один з вантажних літаків Браства. На борту він стикається з іншим найманцем, Сакурою Обата, котру в ході сутички викидає з літака. Сакура береться переслідувати Паркера на вертольоті та збиває його літак.
Паркер десантується на вулканічному острові, зайнятому Братством. Острів штурмують сили GDI, прибулі на допомогу капітану Суансо. Отримавши дані про учених і зруйнувавши базу, Паркер збиває вертоліт Сакури, що падає в геотермальний реактор і спричиняє виверження вулкана. Паркер рятується з острова на підводному човні NOD, який прибуває до ворожого крейсера капітана Ст'ювінга. Перебивши значну частину екіпажу, в тому числі капітана, та звільнивши полонених солдатів GDI, Паркер покидає судно.
GDI вираховують місцерозташування викрадених учених, яких перевозять до Європи. Генерал Локк відправляє на їх переоплення загін командо «Dead-6». Однак вертоліт командос збивають в сільській місцевості. Пробравшись до міста, він збирає загін в старому соборі та рятує лідера повстанці Лолу Меркову. По відбиттю штурму собору команда вирушає до маєтку, де перебувають вчені. В боях з «Чорною рукою» Паркер добує новітню зброю і знаходить вчених у підземному комплексі. Знищити командос прибувають Сакура і Мендоза, якими командує генерал Гідеон Рейвшоу. Врятувати вдається тільки Сідні, а Петрова і Мебіус при спробі об'єднатися з «Dead-6» на вантажівці потрапляють в полон, оточені стелс-танками і «Хамелеонами» NOD.
Несподівано їх визволяє з камери Сакура, яка виявляється подвійним агентом і працює на GDI. Дорогою назовні Паркер натрапляє на гробницю, в якій довідується про дуже давню історію Братства (1800 років до н. е.). Коли він добирається до вчених, виявляється, що Петрова працює на ворога в рамках проекту «ReGenesis» зі створення мутованих Тиберіумом солдатів. Петрова тікає, забравши Сідні, та залишає перетвореного на кіборга Рейвеншоу знищити Паркера і Мебіуса. Ті перемагають кіборга і вибираються з комплексу та зустрічають сили GDI.
Намагаючись знайти Сідні, Паркер бере участь у штурмі храму NOD в Каїрі. Проникнувши всередину зруйнованого ударом Іонної гармати храму, він рятує Сідні з рук Петрової та її охорони, а саму Петрову вбиває в бою. Лідер Братства Кейн готує запуск ядерної ракети з храму, Сідні добирається до терміналу управління і заблоковує ракету в пусковій шахті.
Зранку прибуває генерал Локк з Мебіусом. Сідні повертається до батька, а капітан Паркер отримує відпустку.

## Саундтрек
Музику до гри написав Френк Клепакі. Диск із саундтреком надсилався у комплекті із грою для тих, хто оформив попереднє замовлення на Command & Conquer: Renegade на сайті Westwood. На диску записано 15 композицій, всього їх в грі 29, але № 6 був пропущений у списку на коробці. «Defunkt» пізніше з'являлася в альбомі Френка Клепакі «Morphscape».
| Renegade: - 1. Command & Conquer — 02:58 - 2. Got a Present For Ya — 02:21 - 3. Sniper — 03:18 - 4. Act On Instinct (Remix) — 03:31 - 5. Stomp — 02:53 - 6. On Your Feet — 3:58 - 7. Sneak Attack — 03:47 - 8. Move It — 02:01 - 9. Dog Fight — 04:39 - 10. Packing Iron — 03:17 - 11. Industrial Ambient — 04:00 - 12. Beach — 02:58 - 13. Fight, Win, Prevail! (Remix) — 03:36 - 14. Ammo Clip — 03:18 - 15. In The Line Of Fire (Remix) — 03:57 | Окремі треки: - 1. Defunkt — 02:43 - 2. Great Shot (Remix) — 01:00 - 3. Menu Theme (Unused) — 00:59 - 4. Menu Theme — 1:33 - 5. Mechanical Man's Revenge — 04:36 - 6. On Your Feet — 03:53 - 7. Renegade Jungle — 3:21 - 8. Sakura Showdown — 04:00 - 9. Stop Them Again — 03:55 - 10. Level0 Pt1 Music — 00:25 - 11. Level0 Hero — 00:30 - 12. Level0 Tank — 00:51 - 13. Level0 Tiberium — 00:47 - 14. Level0 Nod Base — 00:54 |

## Оцінки і відгуки
| Агрегатор    | Оцінка |
| ------------ | ------ |
| GameRankings | 75.19  |
| Metacritic   | 75     |

| Видання   | Оцінка |
| --------- | ------ |
| Eurogamer | 4/10   |
| GameSpy   | [ 9 ]  |
| IGN       | 7.4/10 |

Command & Conquer: Renegade отримала в більшості позитивні оцінки критиків, зібравши на агрегаторі Metacritic сукупну оцінку в 75 % з окремими оцінками від 55 % до 90 %.
Ґреґ Касавін з GameSpot поставив Renegade 78 %, зазначивши — «Ця гра має кілька помітних проблем, хоч фанати C&C отримають стільки задоволення, що не перейматимуться», разом з тим він критикував гру, говорячи, що «Westwood ніколи раніше не робили шутерів, і ви можете в цьому пересвідчитися.»
Стів Баттс з IGN дав Renegade 74 % і прокоментував повторюваність гри, написавши: «Припускаю, я хотів чогось менш заскриптованого і набагато менш обмеженого від одиночної гри… Так як є, це в більшості бігання через передпокій перед тим як потрапити до будівлі, зачистка будівлі, і біг знову, щоб дістатися наступної споруди.» Також він критикував ШІ, сказавши: «Ще дещо, варте згадки — це страшенний ШІ, який руйнує потенційне задоволення від гри. Вороги мають дуже слабку здогадливість і їхня основна тактика виглядає як біг прямо на вас, намагаючись спорожнити свій боєзапас якомога швидше.»
Renegade отримала схвалення за онлайн-гру. Gamers' Temple написали, що «[…]Westwood продовжує свою традицію чудового мультиплеєру, підтримуючи її з Renegade», оцінивши гру в 75 %.

## Продовження і ремейки
- Command & Conquer: Renegade 2 — невипущене продовження, яке мало стати сполучною ланкою між Command & Conquer та Red Alert 2. В грі мала з'явитися фракція Scavengers, що виникла на території Радянського союзу і в підсумку породила Братство Нод. Гру було скасовано наприкінці 2003 року[14].
- Renegade X — безкоштовний ремейк від Totem Arts на сучасному ігровому рушієві, випущений 26 лютого 2014 року. В 2012 виходила демонстрація режиму кампанії під назвою Renegade X: Black Dawn[15].